# Mayowa Nicholas
Pour les articles homonymes, voir Nicholas.
Mayowa Nicholas , née le 22 mai 1998, est un modèle de mode nigériane. Elle est le premier modèle nigérian retenu pour les défilés de Dolce & Gabbana, Saint-Laurent, et Calvin Klein et la seconde, après Oluchi Onweagba, pour la marque Victoria's Secret.

## Carrière
Née en mai 1998, Mayowa Nicolas est, à 15 ans, finaliste 2014 du concours Elite Model Look  (avec le modèle italien Greta Varlese),,,.
En 2015, lors de sa première saison comme mannequin international, elle apparaît dans des défilés pour Balmain, Calvin Klein, Kenzo, Hermès, et l'Acné Studios , entre autres. Puis elle travaille  avec des designers comme Prada, Miu Miu, Versace, Chanel, Michael Kors, et Oscar de la Renta,,. Elle est choisie également pour participer à une campagne de Dolce & Gabbana.
Elle est censée faire ses débuts en 2017 dans le  Victoria's Secret Fashion Show, mais quelques jours avant le spectacle, son visa pour voyager vers la Chine est rejeté, de même que plusieurs modèles russes et ukrainiens. Elle ne fait ses débuts  officiels pour cette marque que l'année suivante, en 2018,.